# Lucy Borchard
Lucy Borchard, geborene May, vor 1938 Borchardt  (* 10. Dezember 1877 in Hamburg; † 4. Februar 1969 in London) war eine deutsche Reederin und Eigentümerin der 1905 in Hamburg gegründeten Fairplay Schleppdampfschiffs-Reederei Richard Borchardt.

## Leben
Lucy May war eine Tochter des Arztes Siegmund May. Sie arbeitete fünf Jahre als Lehrerin an einer Hamburger Höheren Mädchenschule, dem späteren Emilie-Wüstenfeld-Gymnasium. 1902 heiratete sie Richard Borchardt, der zu dieser Zeit als kaufmännischer Angestellter bei der Stauerei und Bugsiererei Carl Tiedemann beschäftigt war. Aus der Firma ging 1905 unter Borchardts Geschäftsführung die Fairplay Reederei hervor, 1924 wurde er deren alleiniger Eigentümer. Das Ehepaar hatte fünf Kinder und lebte in einem Haus am Rainweg in Hamburg-Eppendorf. Bereits während des Ersten Weltkriegs übernahm Lucy Borchardt die Geschäftsführung, nachdem ihr Mann sich 1915 zur Kaiserlichen Marine gemeldet hatte. Sie blieb nach dem Krieg in dem Unternehmen als Prokuristin tätig. Nach dem Tod Richard Borchardts 1930 übernahm sie die Geschäftsführung.

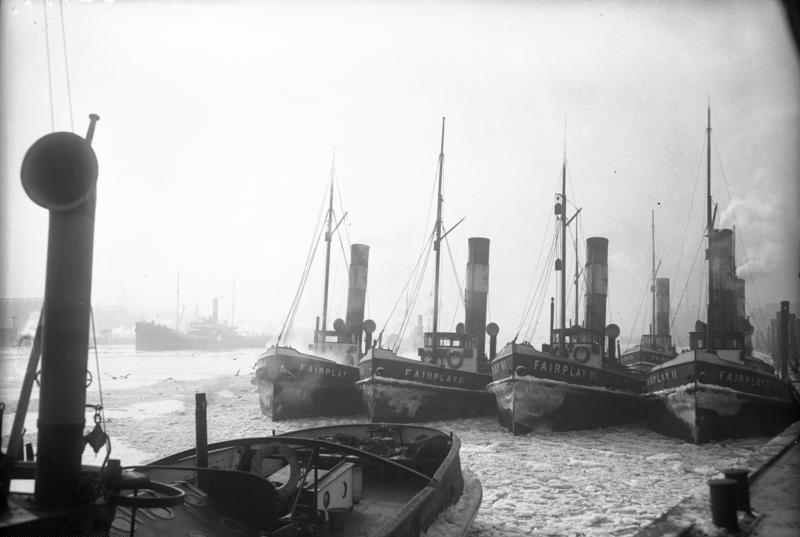
Die Fairplay Schlepper-Flotte im Hamburger Hafen, Winter 1929

Nach der Machtübernahme der Nationalsozialisten engagierte sich Lucy Borchardt, die jüdischer Abstammung war, im Rahmen der Hachschara für junge Menschen, die nach Palästina auswandern wollten, und ermöglichte ihnen eine seemännische Lehre in ihrem Betrieb. Eine abgeschlossene Ausbildung war die Voraussetzung für die Einreise nach Palästina. Etwa vierzig Jugendliche haben auf dieser Basis eine Berufsausbildung bei der Reederei abgeschlossen. Zudem ermöglichte sie jüdischen Auswanderern die Passage auf ihren Frachtschiffen, die sie Mitte der 1930er Jahre nach Palästina verkaufte.
Ab 1936 gerieten Lucy Borchardt und ihre Reederei zunehmend unter Druck, insbesondere die Hamburger Devisenstelle und die Reichsstelle für Devisenbewirtschaftung griffen in den Betrieb der „nichtarischen Firma“ ein. 1938 wandelte Borchardt das Unternehmen in eine Stiftung um, die die Reederei am Standort Hamburg erhalten und den Angestellten der Firma zugutekommen sollte. Im Gegenzug gelang es ihr, drei ihrer Schiffe als Emigrationsgut mit in das Exil zu nehmen. Im Sommer 1938 wanderte sie nach London aus, ihre Kinder waren bereits zuvor nach Palästina und Großbritannien emigriert. Ihr in Deutschland verbliebenes Vermögen wurde restlos beschlagnahmt. Die Fairplay-Stiftung kam unter die Direktive des Reichsstatthalters Karl Kaufmann. Im November 1940 entzog man Lucy Borchardt die deutsche Staatsbürgerschaft.
Mit den aus Deutschland überführten Schleppern gründete Lucy Borchard – die Familie änderte in der Emigration ihren Namen und schrieb ihn fortan ohne das t am Ende – in London die Fairplay Towage & Shipping Co.Ltd. Nach dem Krieg ging ihr Sohn Kurt Borchard nach Hamburg zurück und erreichte nach langen Verhandlungen in einem Wiedergutmachungsverfahren die Rückgabe der Reederei. Lucy Borchard aber blieb in London, gründete 1953 die Borchard Lines Ltd. und starb 1969 im Alter von 91 Jahren.
Die Fairplay Reederei besteht bis heute im Familienbesitz, nunmehr in der vierten Generation, als internationale Schleppreederei mit dem Hauptgeschäftssitz nach wie vor in Hamburg.

## Gedenken
Mehrere Frauenverbände und Ortsausschüsse verschiedener Parteien haben sich dafür eingesetzt, dass eine Straße in der HafenCity nach Lucy Borchard benannt wird. Am 27. März 2013 wurde diesem Wunsch von der Hamburger Bürgerschaft entsprochen und beschlossen, dass im neu errichteten Elbbrückenquartier eine der neu entstehenden Straßen Lucy-Borchardt-Straße genannt wird. Sie führt von der Versmannstraße zur Baakenwerder Straße.